# Pattusvärri
Pattusvärri är en kulle i Finland.   Den ligger i landskapet Lappland, i den norra delen av landet, 1 000 km norr om huvudstaden Helsingfors. Toppen på Pattusvärri är 271 meter över havet.
Terrängen runt Pattusvärri är platt.  Trakten runt Pattusvärri är nära nog obefolkad, med mindre än två invånare per kvadratkilometer. Det finns inga samhällen i närheten. 